# Lettera 22

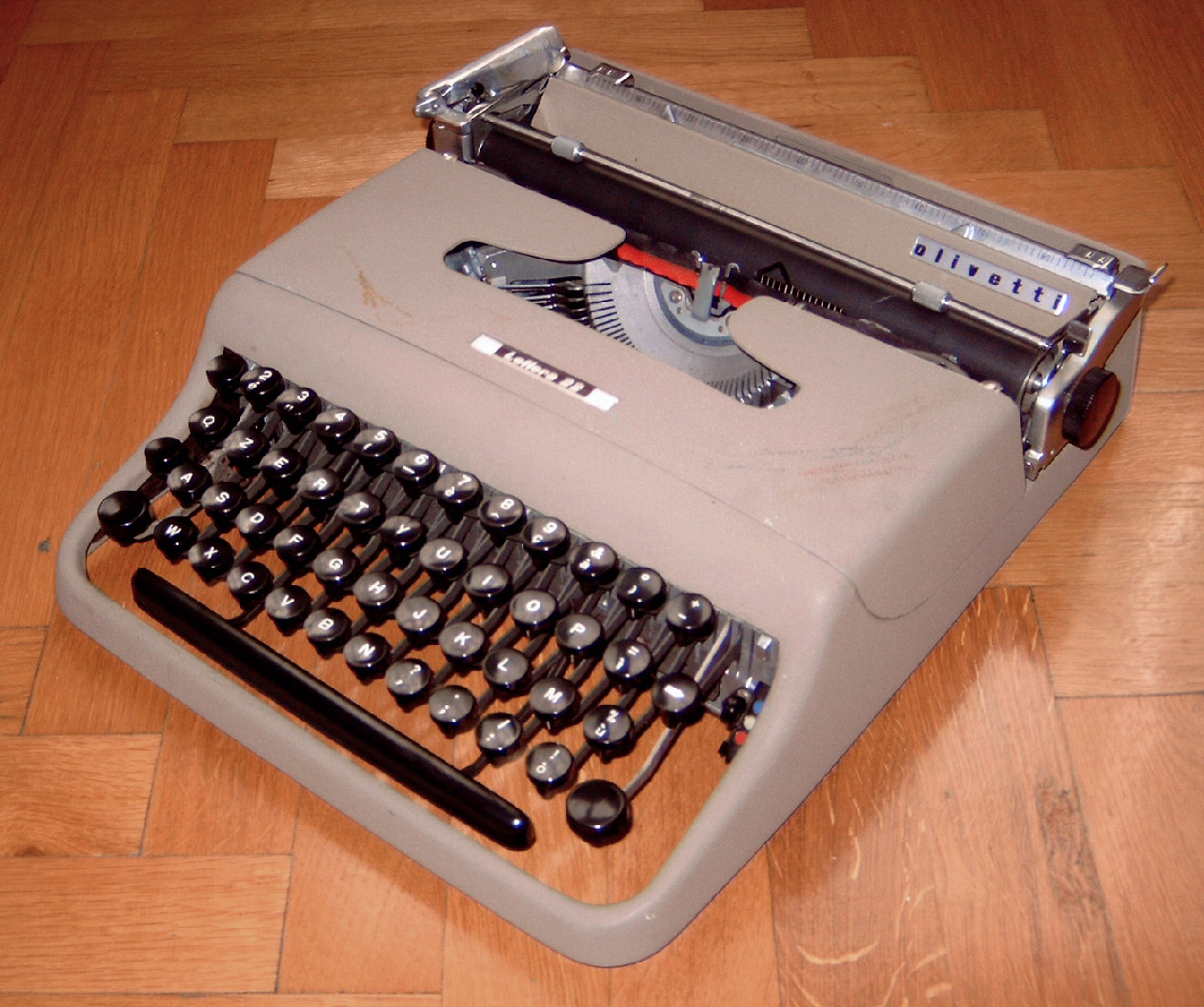
Lettera 22

Lettera 22 är en skrivmaskin från Olivetti med design av Marcello Nizzoli. Den togs fram 1949. Lettera 22 var mycket populär i Italien och var Olivettis storsäljare under 1950-talet. 